# واسیل فدوریشین
واسیل فدوریشین (به اوکراینی: Васи́ль Федори́шин؛ زادهٔ ۳۱ مارس ۱۹۸۱) کشتی‌گیر پیشین اوکراینی است که در دستهٔ وزنی ۶۰ کیلوگرم کشتی آزاد رقابت می‌کرد. فدوریشین در بازی‌های المپیک ۲۰۰۸ پکن به مدال نقره رسید اما پس از تأیید آزمایش مثبت دوپینگ، مدال نقره از او پس گرفته‌شده و به کنیچی یاموتو از ژاپن رسید. او برندهٔ مدال‌های نقره (۲۰۱۰) و برنز (۲۰۰۹) مسابقات قهرمانی کشتی جهان و قهرمان سه دورهٔ مسابقات قهرمانی کشتی اروپا (۲۰۰۵، ۲۰۰۷، ۲۰۰۸) است.